# HD 184875
HD 184875，又名BD+42 3386，SAO 48601、HR 7444，是一颗恒星，视星等为5.35，位于銀經75.38，銀緯10.62，其B1900.0坐标为赤經19h 31m 25.5s，赤緯+42° 10.62′ 36″。